# Данилецкая-Воевудская, Кристина
Кристи́на Даниле́цкая-Воеву́дская (пол. Krystyna Danilecka-Wojewódzka; род. 1 октября 1953, Гданьск) — польская учительница, предпринимательница и активистка местного самоуправления, в 2014—2018 годах вице-президент, а с 2018 президент Слупска.

## Биография
Окончила Гданьский университет по специальности полонистика. В 1977 году она начала работать учителем в средней школе № 1 имени Болеслава III Кривоустого в Слупске. В 1993 году стала заместителем директора школы, а в 1997—2006 годах — её директором. Затем была вице-президентом транспортной компании. В течение нескольких лет она также была пресс-секретарем мэра Слупска и работала в отделе культуры в воеводском управлении.
Она занимала должность советника в течение пяти сроков и ушла в отставку по окончании срока полномочий в 2014 году. В городском совете занимала, в частности, должности заместителя председателя и председателя комитета по культуре и образованию. На выборах в местные органы власти в 2010 году она баллотировалась на пост мэра Слупска, проиграв во втором туре 278 голосами Мацею Кобылинскому. С декабря 2014 года она была заместителем мэра Слупска Роберта Бедроня, отвечая в мэрии за образование, культуру, спорт и социальное обеспечение.
На муниципальных выборах 2018 года вновь баллотировалась на пост мэра Слупска, победив в первом туре при поддержке 53,19 % избирателей.
В 2005 году была награждена Золотым Крестом Заслуги.